# Барон Элтон
Барон Элтон из Хедингтона в графстве Оксфордшир — наследственный титул в системе Пэрства Соединённого королевства. Он был создан 16 января 1934 года для британского историка Годфри Элтона (1892—1973). По состоянию на 2024 год носителем титула являлся его внук, Эдвард Пэджет Элтон, 3-й барон Элтон — сын Родни Элтона, 2-го барона Элтона (1930—2023), который стал преемником своего отца в 2023 году. 2-й барон Элтон занимал незначительную должность в консервативных администрациях Эдварда Хита и Маргарет Тэтчер и был одним из девяноста избранных наследственных пэров, которые остались в Палате лордов после принятия Акта Палаты лордов 1999 года.
Семья Элтон происходит по мужской линии от Ричарда Элтона (1630—1695), который проживал в городе Ньюэнт (графство Глостершир).

## Бароны Элтон (1934)
- 1934—1973: Годфри Элтон, 1-й барон Элтон (29 марта 1892 — 18 апреля 1973), старший сын Эдварда Файнса Элтона (1860—1925)[1];
- 1973—2023: Родни Элтон, 2-й барон Элтон (2 марта 1930 — 19 августа 2023), единственный сын предыдущего[2];
- 2023 — настоящее время: Эдвард Пэджет Элтон, 3-й барон Элтон (род. 28 марта 1966), единственный сын предыдущего[3];
  - Наследник титула: достопочтенный Чарльз Уильям Пэйдж Элтон (род. 4 августа 2010), единственный сын предыдущего[4].